# Tetramesa stipiphilum
Tetramesa stipiphilum är en stekelart som först beskrevs av Phillips 1936.  Tetramesa stipiphilum ingår i släktet Tetramesa och familjen kragglanssteklar. Inga underarter finns listade i Catalogue of Life.